# Masdevallia vomeris
Masdevallia vomeris är en orkidéart som beskrevs av Carlyle August Luer. Masdevallia vomeris ingår i släktet Masdevallia och familjen orkidéer.
Artens utbredningsområde är Peru. Inga underarter finns listade i Catalogue of Life.